# Hoàng Hoa Hoa
Hoàng Hoa Hoa (sinh tháng 10 năm 1946) là chính khách nước Cộng hòa Nhân dân Trung Hoa. Ông là Tỉnh trưởng Chính phủ Nhân dân tỉnh Quảng Đông từ năm 2003 đến năm 2011.

## Tiểu sử
Hoàng Hoa Hoa sinh ra ở huyện Hưng Ninh, tỉnh Quảng Đông. Ông học chuyên ngành toán học tại Đại học Trung Sơn từ tháng 9 năm 1964 đến tháng 9 năm 1969. Tháng 8 năm 1970, Hoàng Hoa Hoa trở thành cán bộ của nhà máy máy móc mỏ than tỉnh Quảng Đông. Tháng 6 năm 1971, ông gia nhập Đảng Cộng sản Trung Quốc. Ông làm việc cho nhà máy máy móc mỏ than tỉnh Quảng Đông trong tám năm và đã đảm nhiệm vị trí Phó Bí thư Chi bộ đảng phân xưởng.
Tháng 8 năm 1978, ông được bổ nhiệm làm Bí thư Thành đoàn Thiều Quan, tỉnh Quảng Đông. Tháng 9 năm 1982, ông được bổ nhiệm giữ chức Phó Bí thư Tỉnh đoàn Quảng Đông. Từ tháng 9 năm 1985, Hoàng Hoa Hoa đảm nhiệm vai trò Bí thư Tỉnh đoàn Quảng Đông. Tháng 12 năm 1987, ông được bổ nhiệm làm Phó Bí thư Địa ủy địa khu Mai Huyện, tỉnh Quảng Đông. Tháng 2 năm 1988, ông được bổ nhiệm làm Phó Bí thư Thành ủy Mai Châu, Thị trưởng Mai Châu.
Tháng 4 năm 1992, Hoàng Hoa Hoa được bầu làm Ủy viên Ban Thường vụ Tỉnh ủy Quảng Đông đồng thời đảm nhiệm chức vụ Tổng Thư ký Tỉnh ủy Quảng Đông. Tháng 5 năm 1993, ông được bổ nhiệm làm Phó Bí thư Tỉnh ủy Quảng Đông, Tổng Thư ký Tỉnh ủy Quảng Đông. Tháng 12 năm 1996, ông thôi kiêm nhiệm vị trí Tổng Thư ký Tỉnh ủy Quảng Đông. Tháng 4 năm 1998, ông được bổ nhiệm làm Bí thư Thành ủy Quảng Châu kiêm Phó Bí thư Tỉnh ủy Quảng Đông. Tháng 3 năm 2001, ông được bầu kiêm nhiệm chức vụ Chủ nhiệm Ủy ban Thường vụ Đại hội đại biểu nhân dân (Chủ tịch Hội đồng nhân dân) thành phố Quảng Châu.
Tháng 10 năm 2002, ông được bổ nhiệm giữ chức Phó Tỉnh trưởng Chính phủ Nhân dân tỉnh Quảng Đông kiêm Phó Bí thư Tỉnh ủy Quảng Đông. Tháng 1 năm 2003, ông được bổ nhiệm làm Tỉnh trưởng Chính phủ Nhân dân tỉnh Quảng Đông. Hoàng Hoa Hoa từ chức Tỉnh trưởng Chính phủ Nhân dân tỉnh Quảng Đông vào tháng 11 năm 2011, thay ông ở cương vị này là Chu Tiểu Đan.
Tháng 12 năm 2011, Hoàng Hoa Hoa được bổ nhiệm làm Phó Chủ nhiệm Ủy ban Hoa kiều của Quốc hội khóa XI nhiệm kỳ 2008-2013. Ông được bầu lại vào vị trí Phó Chủ nhiệm Ủy ban Hoa kiều của Quốc hội khóa XII nhiệm kỳ 2013-2018 vào tháng 3 năm 2013.
Ông là Ủy viên dự khuyết Ủy ban Trung ương Đảng Cộng sản Trung Quốc khóa XV và Ủy viên Ủy ban Trung ương Đảng Cộng sản Trung Quốc khóa XVI, XVII. Ông cũng là đại biểu Quốc hội khóa X (2003-2008) và khóa XI (2008-2013).